# مارثا غولدستاين
مارثا غولدستاين (بالإنجليزية: Martha Goldstein)‏ هي معلمة موسيقى وعازفة بيانو أمريكية، ولدت في 10 يونيو 1919 في بالتيمور في الولايات المتحدة، وتوفيت في 14 فبراير 2014 في سياتل في الولايات المتحدة.

## وصلات خارجية
- مارثا غولدستاين على موقع ميوزك برينز (الإنجليزية)
- مارثا غولدستاين على موقع ديسكوغز (الإنجليزية)